# Hot & Heavy
Hot & Heavy es un álbum recopilatorio de la banda de hard rock y heavy metal Scorpions, publicado en 1982 por RCA Records. Se compone de canciones tomadas de los discos Fly to the Rainbow de 1974 hasta Taken by Force de 1977. Por su parte, en 1993 se remasterizó en formato disco compacto.
El álbum forma parte de la serie Take Off! de RCA e inicialmente se editó solo en Europa. La portada muestra una fotografía de la banda tomada entre 1977 y 1978, mientras que en la reedición de 1993 se sustituyó por un escorpión de color naranjo.

## Lista de canciones
| N.º | Título                     | Escritor(es)                | Duración |  |
| 1.  | «He's a Woman She's a Man» | Schenker, Meine, Rarebell   | 3:14     |  |
| 2.  | «Speedy's Coming»          | Schenker, Meine             | 3:33     |  |
| 3.  | «Catch Your Train»         | Schenker, Meine             | 3:34     |  |
| 4.  | «Dark Lady»                | Roth                        | 3:25     |  |
| 5.  | «Far Away»                 | Schenker, Meine, M.Schenker | 5:39     |  |
| 6.  | «Steamrock Fever»          | Schenker, Meine             | 3:35     |  |
| 7.  | «The Riot of Your Time»    | Schenker, Meine             | 4:10     |  |
| 8.  | «Robot Man»                | Schenker, Meine             | 2:42     |  |
| 9.  | «Polar Nights»             | Roth                        | 5:04     |  |
| 10. | «I've Got to be Free»      | Roth                        | 4:00     |  |